# Графањано
Графањано (итал. Graffignano) је насеље у Италији у округу Витербо, региону Лацио.
Према процени из 2011. у насељу је живело 939 становника. Насеље се налази на надморској висини од 196 м.

## Становништво
Према резултатима пописа становништва 2011. у општини је живело 2.319 становника.
| 1936. | 1951. | 1961. | 1971. | 1981. | 1991. | 2001. | 2011. |
| ----- | ----- | ----- | ----- | ----- | ----- | ----- | ----- |
| 2.250 | 2.592 | 2.618 | 2.446 | 2.366 | 2.330 | 2.288 | 2.319 |